# اورکل کورپوریشن

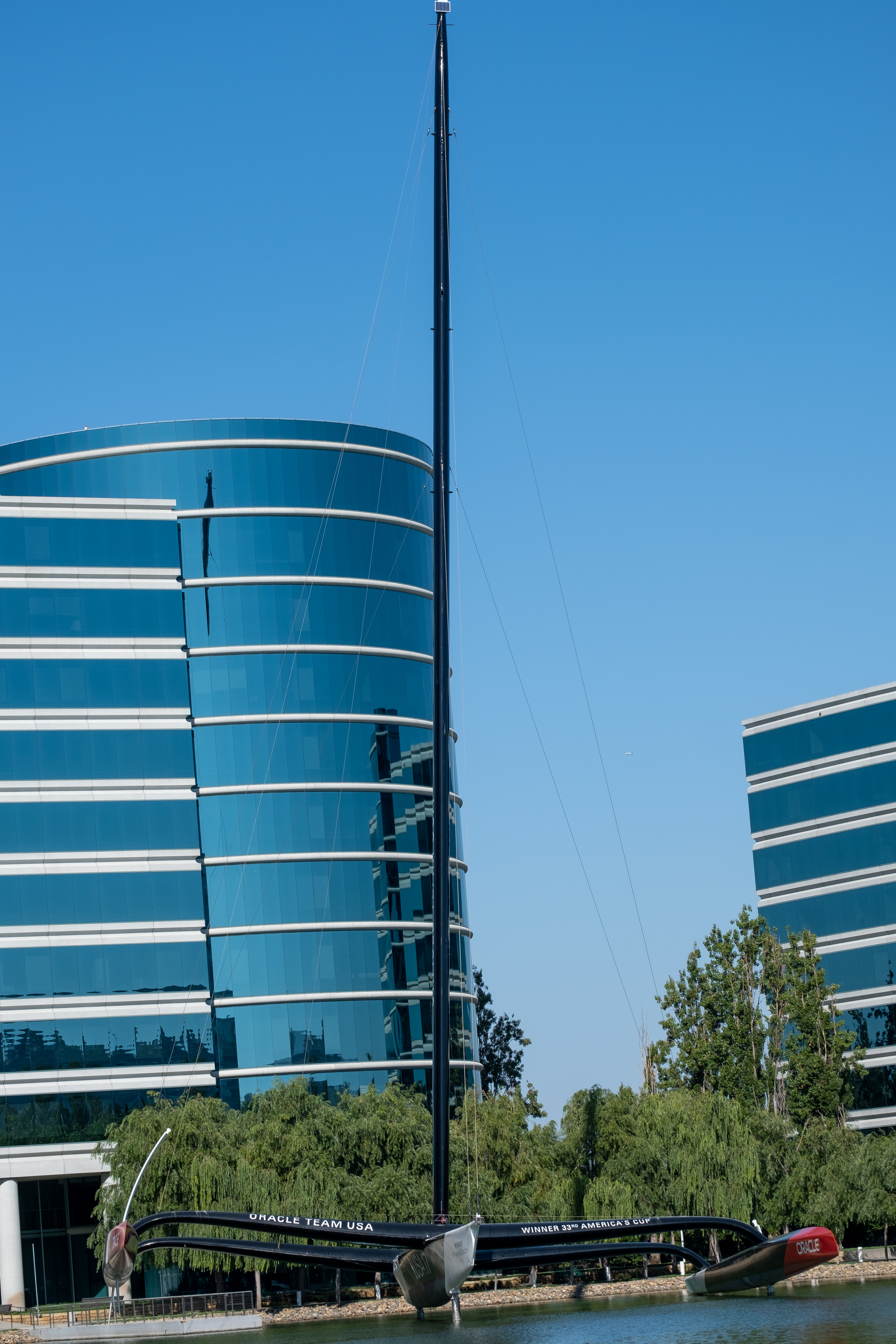
اورکل کورپوریشن

اورَکِل کورپوریشن (به انگلیسی: Oracle Corporation) شرکت فناوری آمریکایی است، که در زمینه توسعهٔ فناوری، طراحی و تولید سخت‌افزارهای رایانه‌ای، ابزارهای توسعه پایگاه‌های داده، طراحی و توسعهٔ نرم‌افزارهای کاربردی تجاری و سازمانی، نرم‌افزارهای برنامه‌ریزی منابع سازمانی، مدیریت ارتباط با مشتری، ابزارهای مدیریت پروژه و مدیریت زنجیره تأمین، فعالیت می‌نماید.
اورکل در سال ۱۹۷۷ توسط لری الیسون تأسیس شد و امروزه از بزرگ‌ترین شرکت‌های جهان در حوزه تولید سامانه‌های سخت‌افزاری و نرم‌افزارهای شرکتی و سازمانی به‌شمار می‌آید. دفتر مرکزی این کورپوریشن در شهر ردوود سیتی، کالیفرنیا قرار داشت تا اینکه در دسامبر ۲۰۲۰ به آستین، تگزاس منتقل شد، بخشی از سهام اورکل در بازار بورس نیویورک معامله می‌شود.

## تاریخچه
لری الیسون، باب مینر و اِد اوتز این شرکت را در سال ۱۹۷۷ با نام لابراتوارهای توسعه نرم‌افزار (به اختصار: اس‌دی‌ال) تأسیس کردند. ایده تأسیس این شرکت به هفت سال پیش برمی‌گشت؛ زمانی که الیسون مقاله‌ای دربارهٔ «الگوهای رابطه‌ای مدیریت داده‌ها در بانک‌های اطلاعاتی» می‌خواند. در آن زمان تنها شرکت آی‌بی‌ام توانسته بود این الگوها را در عمل به کار گیرد و پایگاه داده مشهور به IBM System R را ایجاد کند. الیسون می‌خواست محصولاتی تولید کند که با System R برابری کند. اما آی‌بی‌ام کدهای این برنامه را فاش نمی‌کرد.
این شرکت دو سال بعد از تأسیس، نام «نرم‌افزارهای رابطه‌ای (اس‌دی‌ال)» را برای خود برگزید. این تغییر نام همچنان ادامه داشت تا اینکه در سال ۱۹۸۲ این شرکت به نام «سامانه‌های اورکل» و بالاخره در ۱۹۹۵ به نام «شرکت اورکل» مشهور شد. لری الیسون که خود یکی از مؤسسان این شرکت بود، در تمام دوران پس از تأسیس مدیر عاملی آن را برعهده داشت. تا اینکه در سال ۲۰۰۴ جفری هنلی جایگزین او شد. ۴ سال بعد آسوشیتدپرس، الیسون را پردرآمدترین مدیر اجرایی در جهان معرفی کرد.

## توسعه شرکت
اورکل جزء نخستین شرکت‌های بزرگی بود که برای توسعه خود استراتژی‌های اینترنتی را مورد توجه قرار داد. از ۱۹۹۵ به بعد دست به تولید محصولات اینترنتی همچون اورکل پاور بروز و سیستم‌عامل لینوکس زد. در سالهای بعد که پای تلفن‌های همراه به صورت جدی‌تر به زندگی انسان باز شده بود، اورکل یک شرکت تابعه با عنوان اورکل موبایل را تأسیس کرد.
اورکل در نخستین سال‌های بعد از ۲۰۰۰ نیز با خرید چندین شرکت رشد شتابنده‌تری به خود گرفت. شرکت‌های PeopleSoft, Global Logistics Technologies, Siebel Systems, Portal Software, Hyperion Solutions Corporation, BEA Systems, Sun Microsystems وRightNow Technologies از جمله مهم‌ترین شرکت‌هایی بود که در این سال‌ها توسط اورکل خریداری شد.
اورکل بخش بزرگی از موفقیت خود در سال‌های اولیه تأسیس را مدیون استفاده از زبان برنامه‌نویسی C بود چرا که برنامه‌هایی که با این زبان نوشته می‌شد، با سیستم‌عامل‌های مختلف سازگار بود. در سال ۲۰۱۱ درآمد اورکل از فروش محصولات و خدمات مختلف به رقم ۴۰٫۲ میلیارد دلار رسید.

## خدمات و محصولات
شرکت اورکل هم در زمینه طراحی، ساخت و فروش محصولات نرم‌افزاری و هم سخت‌افزاری فعال است. بسیاری از محصولات این شرکت از طریق تملک شرکت‌های دیگری به‌دست آمده‌است.

## بانک اطلاعاتی
بانک اطلاعاتی از محصولات بسیار مهم این شرکت است.

## میان‌افزار
میان‌افزار تلفیقی اورکل، مجموعه‌ای است از محصولات میان‌افزاری شامل کارساز (سرور) برنامه کاربردی، سامانه یکپارچه‌سازی، سامانه مدیریت فرایندهای کسب‌وکار، مدیریت احراز هویت و امنیت، مدیریت محتوا، بسته SOA و محصولات نرم‌افزاری هوش تجاری.

## برنامه‌های کاربردی
مجموعه‌ای است از برنامه‌های کاربردی تجاری، شامل Oracle E-Business Suite, PeopleSoft Enterprise, Siebel, JD Edwards EnterpriseOne.

## نرم‌افزارهای توسعه
شامل Oracle JDeveloper, NetBeans, Oracle SQL Developer, OEPE, Oracle Enterprise Pack for Eclipse و Oracle Forms & Reports

## سیستم‌عامل
سیستم‌عامل Oracle Solaris که در گذشته به سان مایکروسیستمز تعلق داشت و Oracle Enterprise Linux UEK توسط شرکت اورکل توسعه می‌یابند.

## سخت‌افزارها
- Sun hardware
- Exadata Database Machine
- Exalogic Elastic Cloud
- Exalytics In-Memory Machine
- Big Data Appliance